# 回帶 (網絡用語)
回帶，台灣稱回鍋、回鍋文、OP文或OP（源自台式英語「over post」），中國大陸稱火星帖，是新聞組和網上討論區常用的名詞。意思是指人將一些已經發佈過一次或多次的舊消息再次發佈，而且是完完全全搬字過紙，跟之前沒有兩樣的。這種回帶的行為，跟轉寄電郵（Forward Email）本質上沒有分別，都是在沒有經過篩選下，將所有收到的「新聞」再次發佈，不論內容為何。

## 術語原意
「回帶」一詞原意，來自1970年代後期至1990年代中期，錄音帶、錄影帶盛行的時代。它們在播放器播放完畢後，便要倒帶（Reverse）至開始播放前的狀態。「回鍋」原本是一種烹飪方式，是把食材煮熟後舀出，過一段時間再下鍋煮，如回鍋肉。「火星帖」一詞則是源自電影《少林足球》中周星馳對趙薇說的台詞：「你快返回火星吧，地球是很危險的。」和趙本山代言的一個保暖內衣廣告台詞：「地球人都知道。」意指別人都看過了，但發帖的人沒看過又再發出，發帖的人就像火星人那樣不知道地球人都知道的事。

## 行為原因
回帶行為一般都不是刻意，即是網民貼文前，大多都不知道此文曾經在該論壇中出現；又或者是話題未得到網友關注。因此貼文者會在較多人上網的時段（通常是晚上）重貼舊文，藉此引起大眾的關注。
回帶者通常都會被人挖苦，但亦有刻意回帶者為求引起其他人注意而蓄意回帶。
在新聞組和討論區，亦有一些人會提問一些已經在版上討論完畢的熱門話題，這些人的心態有點像下載了軟體不懂使用，懶得去看常見問題，偏愛貼文發問的人，都是懶於主動尋找答案而要求別人答問，飯來張口，這些人亦能被稱之為「回帶」。
在某些論壇內，逢回帶人士也要再次貼一張女相以作懲罰，但這不是強逼性的。有些論壇則規定在一段時間內回帶會被刪帖。有些流量大的論壇，板主一見到多次回帶的內容就會刪除，不論距離上次張貼相隔多少時間。

## 特定形式回帶
有些網絡內容經過多次轉載後，會回到原始出處，被稱為「回娘家文」。定期重複出現的內容稱「月經文」，更頻繁者稱「日經文」。

## 相關
- 卡式錄音帶
- 錄影帶
- 潮文